# Hell Breaks Loose
Hell Breaks Loose er en sang af den amerikanske rapper Eminem, fra hans 2009-album Relapse: Refill, genudgivelsen af Relapse. "Hell Breaks Loose" var den anden single der blev udgivet den 15. december 2009, samme dag som "Elevator". Med på sangen er Dr. Dre, der også producerede sangen, sammen med Mark Batson.

## Musiske personale
- Eric "Jesus" Coomes – guitar, bas
- Mark Batson – Keyboard
- Dawaun Parker – Keyboard
- Trevor Lawrence, Jr. – Keyboard

## Hitliste
I ugen der sluttede den 2. januar 2010, debuterede "Hell Breaks Loose" som nummer 29 på Billboard Hot 100, som ugens Hot Shot Debut. Sangen kom dog aldrig på hitlisten i Storbritannien.
| Hitliste (2009)        | Peak position |
| ---------------------- | ------------- |
| Canadian Hot 100       | 21            |
| Irish Singles Chart    | 18            |
| U.S. Billboard Hot 100 | 29            |